# پترا سیسواریچ
پترا سیسواریچ (انگلیسی: Petra Cicvarić؛ زادهٔ ۲۹ مارس ۱۹۸۶) بازیگر اهل کرواسی است. وی از سال ۲۰۰۹ میلادی تاکنون مشغول فعالیت بوده‌است.